# Castell de Yedikule
El castell de Yedikule o el castell de les set torres s'alça en el tram meridional de les muralles d'Istanbul, a Turquia. Les set torres estan unides per espessos murs que componen una fortalesa pentagonal i un dels seus costats forma part de la muralla.
La fortalesa, tal com està ara, presenta trets romans d'Orient i otomans. Dues fortes torrasses de marbre de les muralles interiors flanquegen la porta d'Or (ara tapiada), entrada triomfal a l'Imperi Romà d'Orient construïda per Teodosi II. Les processons imperials entraven a la ciutat per aquesta porta per celebrar la investidura d'un nou emperador o una victòria militar. Quan es va construir, la porta estava folrada d'or i presentava una decoració escultòrica en què destacava una Victòria alada, quatre elefants de bronze i una imatge del mateix emperador Teodosi.

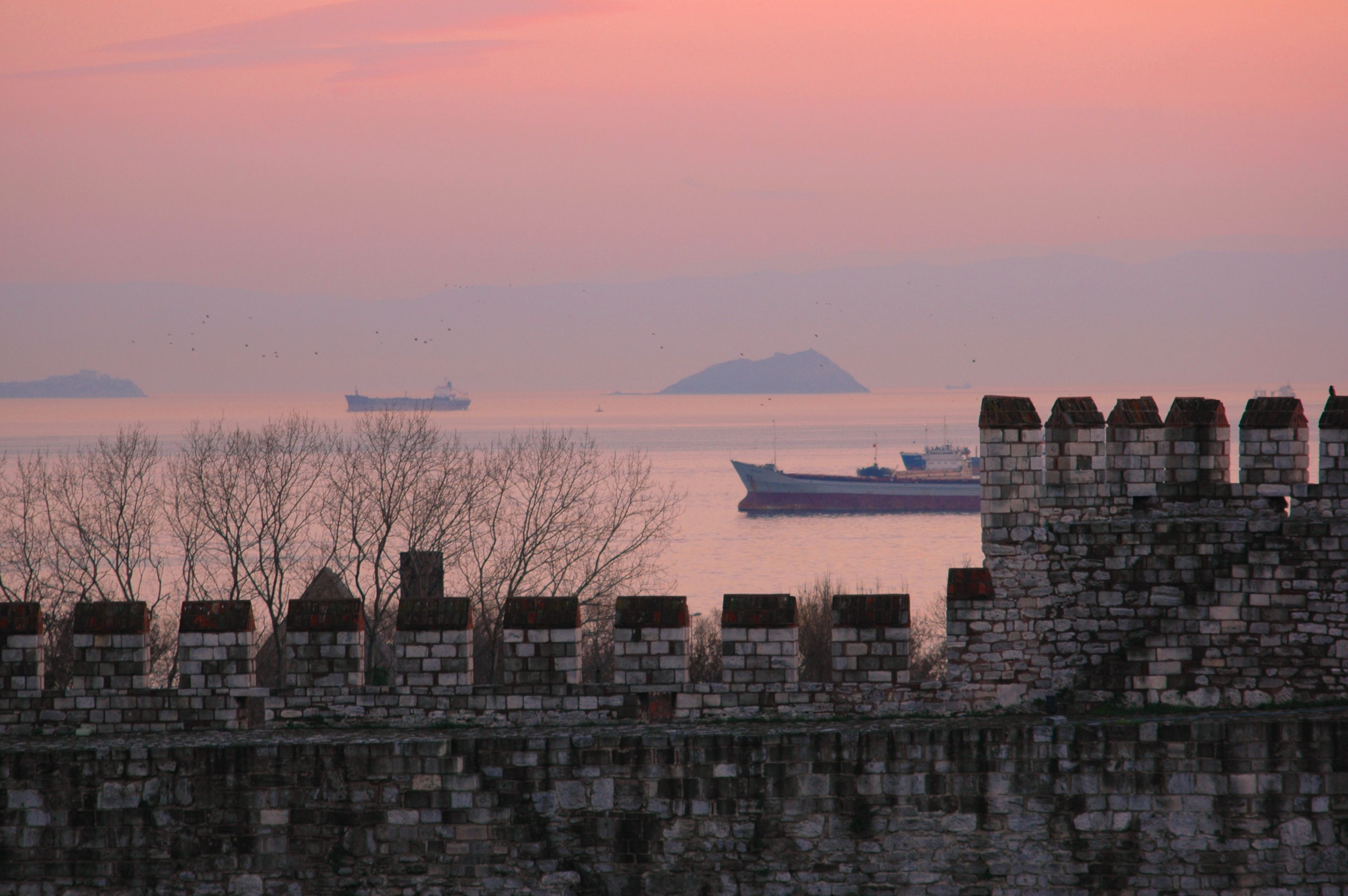
El castell amb el mar de Màrmara al fons

Al segle xv, Mehmet el Conqueridor hi incorporà les torres altes i rodones. que no formen part de les muralles interiors, i els trossos de muralla que completaven la fortificació.
La torre situada a l'esquerra del mur nord-oriental s'anomena en turc yazili kule (torre de les inscripcions). S'utilitzà com a presó per als enviats estrangers i per als que perdien el favor del soldà. Aquests dissortats gravaven els seus noms, dates i altres detalls als murs.
Entre altres personatges il·lustres, hi va morir executat Osman II, als 17 anys. El 1622 fou arrossegat fins a Yedikule pels seus propis geníssers després de quatre anys de govern.